# Otto Schwab (Fußballtrainer)
Otto Schwab (vor 1916 – nach 1941) war ein deutscher Fußballspieler und -trainer.
Schwab war Spieler und Trainer des FV Phönix Kaiserslautern, dem Vorgängerverein des 1. FC Kaiserslautern. Schwab kam 1926 vom FC Pfalz Ludwigshafen nach Kaiserslautern und gehörte gemeinsam mit dem ehemaligen Kaiserslauterer Trainer Karl Berndt zur ersten Mannschaft des FV Phönix Kaiserslautern. Später war er zudem Spieler und Trainer beim Fußball-Club Mülhausen 1893 (heute FC Mulhouse). Dort konnte er 1941 die Meisterschaft in der Gauliga Elsaß gewinnen.